# 色情

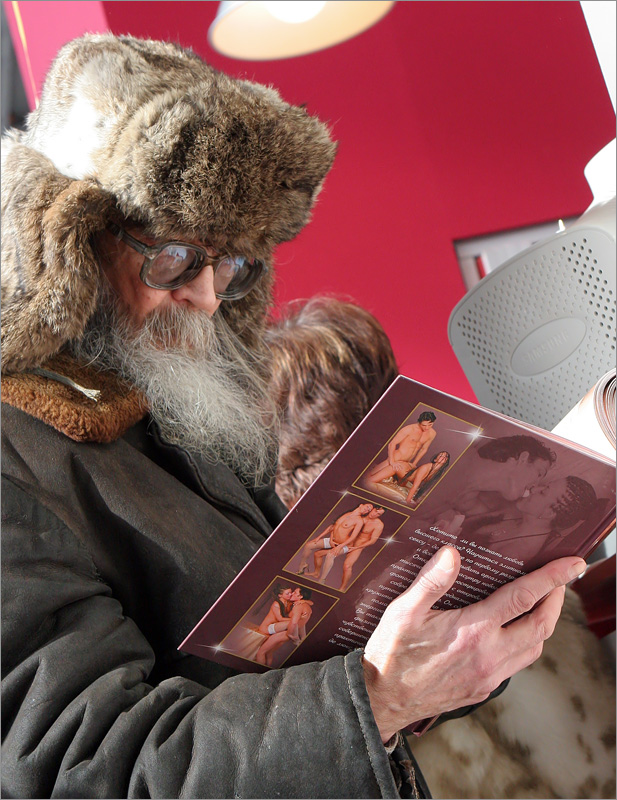
一位老者正在观赏色情书刊

色情（英語：porn），俗稱黃色、黃，是指通过文字、视觉、语言描绘，或者是表现裸体、性器官、性交等一切与性有关的形象，使观赏之人产生性兴趣、性兴奋的事物。广义上，卖淫、嫖娼、拉皮条等行为亦属于色情。
汉语中的“色情”一词原本的意思是指色欲、情欲。

## 性犯罪
長久以來，色情與性犯罪被人们相題並論。有观点認為色情──特別是帶暴力的色情會增加性犯罪。也有观点认为，色情不但不會帶來更多的性罪行，相反由於它有助宣洩性抑壓，所以有助減低实际罪行的發生。舉例說，日本的色情影像製品很多，然而，日本却有著较低的性犯罪通報比例。欧洲一些发达国家将色情业规范化，亦未见明显的负面效果。然而，亦有人持相反的意見，如指日本性犯罪通報的低比例不在於發生的事件較少，而因為當地的受害者較少報案。舉例說：痴漢在日本的列車很常見，但每年舉報痴漢的數字卻很少。也有很多报告认为色情业的可行度因地区而异，如在文化相对开放，法治相对健全，社会资源相对充沛的地区可行度较高，反之则难以管制，易带来不良后果。

### 中華人民共和國
在中華人民共和國，與色情以及性犯罪有關的罪名有聚众淫乱罪、引诱未成年人聚众淫乱罪、强制猥亵、侮辱妇女罪以及猥亵儿童罪、组织淫秽表演罪和制作、贩卖淫秽物品牟利罪。

## 公众看法
据大西洋报道美国仅有约35%的男性和23%女性认为色情是道德上可接受的。对于色情的道德看法受政治意识形态、宗教信仰、年龄、种族等因素的影响。相当部分人理解制作和观看色情片的权利，但他们仍然认为这不是一件好事。

## 其他
因日語中「變態（へんたい）」的發音為「hentai」，所以在某些地方的網路次文化裡，常以「Hentai」一詞借代色情，但Hentai往往指帶有幽默、諷刺意味的情色作品，多用暗喻手法，而非直接的描繪，由於此詞起源於ACG（動畫、漫畫、遊戲）愛好者，因此亦多用作形容帶有情色意味的ACG作品，隨著網路文化的傳播，年輕人亦常以Hentai一詞指一切帶有性意味的描寫，但這些作品不一定是十八禁。